# Deutergraben
Der Deutergraben ist ein etwa 4¼ km langer rechter und westlicher Zufluss der Usa am westlichen Rand der hessischen Wetterau; auf etwa ⅓ km hiervon ist er verrohrt.

## Geographie

### Verlauf

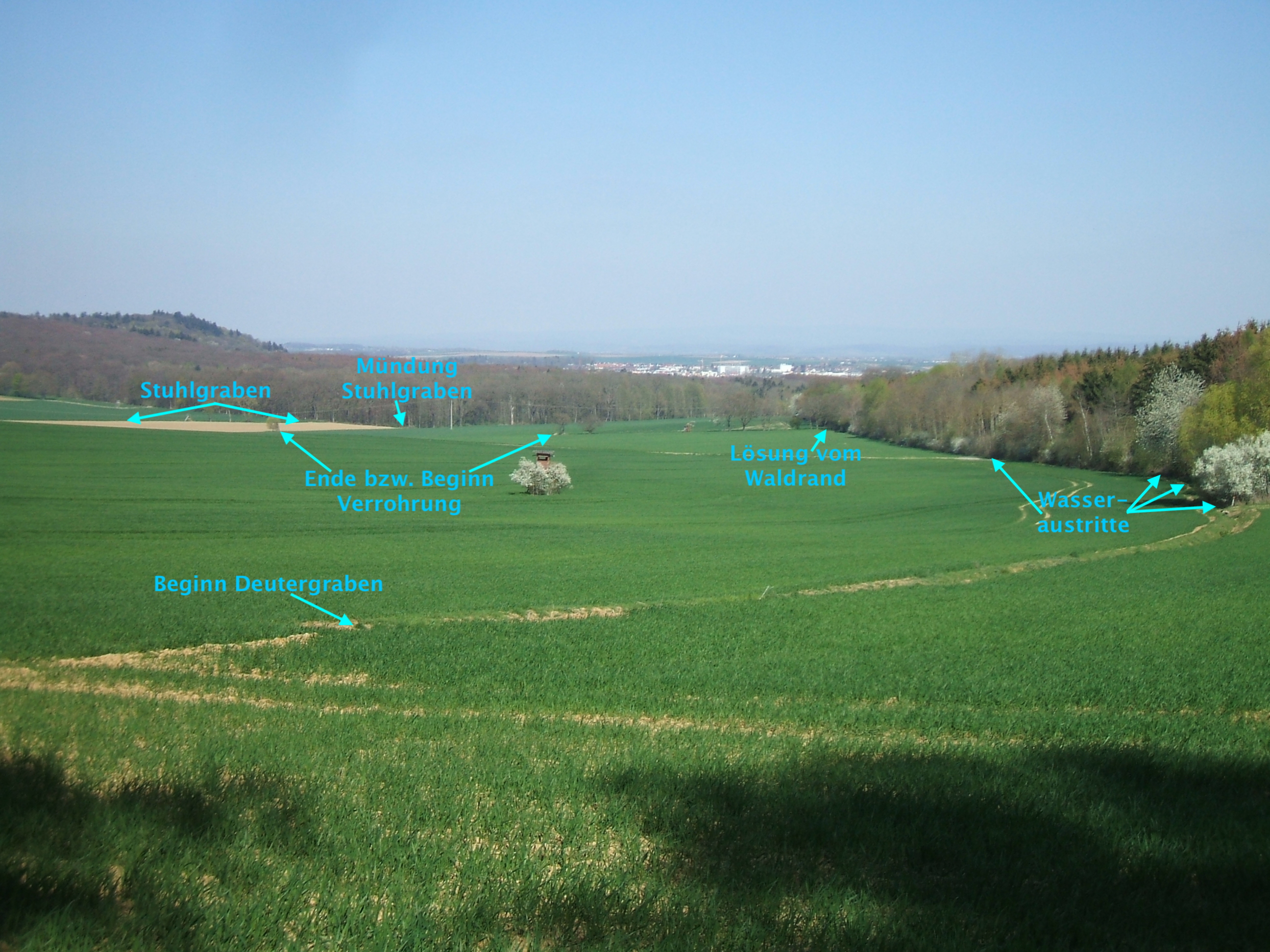
Oben, heute, am Deutergraben

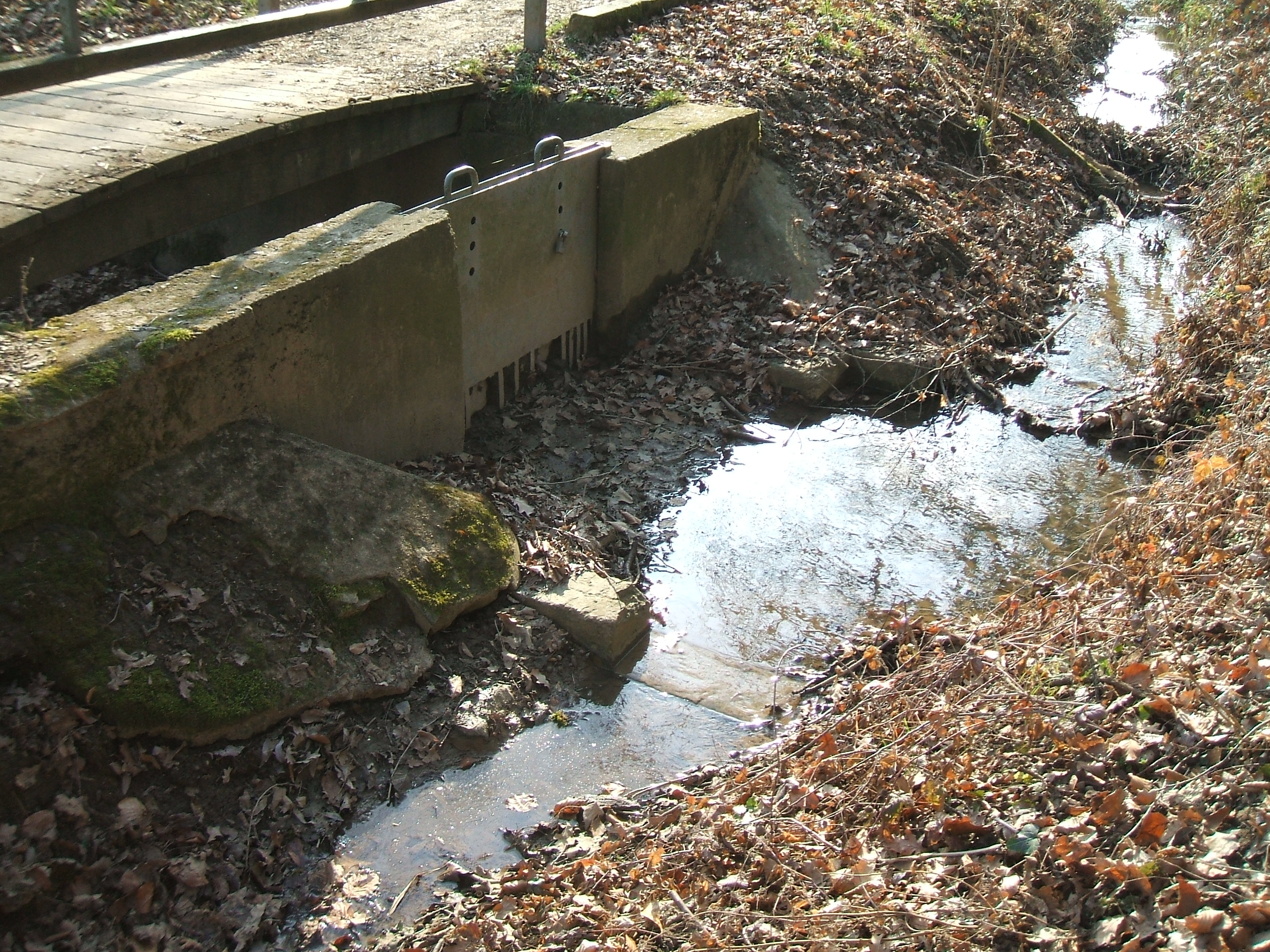
Lauf des Deutergrabens durch diesen scheinbar geschlossenen Schieber in den obersten der Bad Nauheimer Waldteiche, Blick von Grabenseite

Der Deutergraben entspringt auf einer Höhe von etwa 234 m ü. NHN westlich von Bad Nauheim in der Gemarkung von Ober-Mörlen, nordöstlich des Wintersteins und nördlich des FFH-Gebiets am 258,9 m hohen Ockstädter Galgenkopf auf einer intensiv ackerbaulich genutzten Rodungsfläche.
In historischer Zeit hat der Deutergraben auf der großen Rodungsfläche am Hofgut Hasselheck mehrfach einen anderen Lauf in dafür angelegten Gräben oder Rohrleitungen erhalten. Vor dem Bau der heutigen BAB A 5/E 451 hatte er einen Kilometer westlich von dieser am Winterstein seine Quelle(n). Danach entsprang er dem Schäferborn. Heute liegt die Quelle in einem Graben, der sich per Verrohrung an einem Feldweg in Richtung Norden fortsetzt, einer alten Wein- oder Wagenstraße, die als (Alte) Rosbacher Straße bekannt ist. Der Schäferborn schüttet heute nicht mehr stark genug, als dass der Graben, in dem er liegt, einen Abfluss haben müsste, sein Wasser versiegt vielmehr schon wenige Meter unterhalb der Quelle. Derzeit wird eine unterirdisch verlegte Dränageleitung in Kartenwerken als Quellast dargestellt. Im Gelände zeigt sie sich als Folge von Kanalschächten, einem Holzstecken zur Markierung der Mündung in den Deutergraben und eben dem Ende des Dränagerohrs selbst.

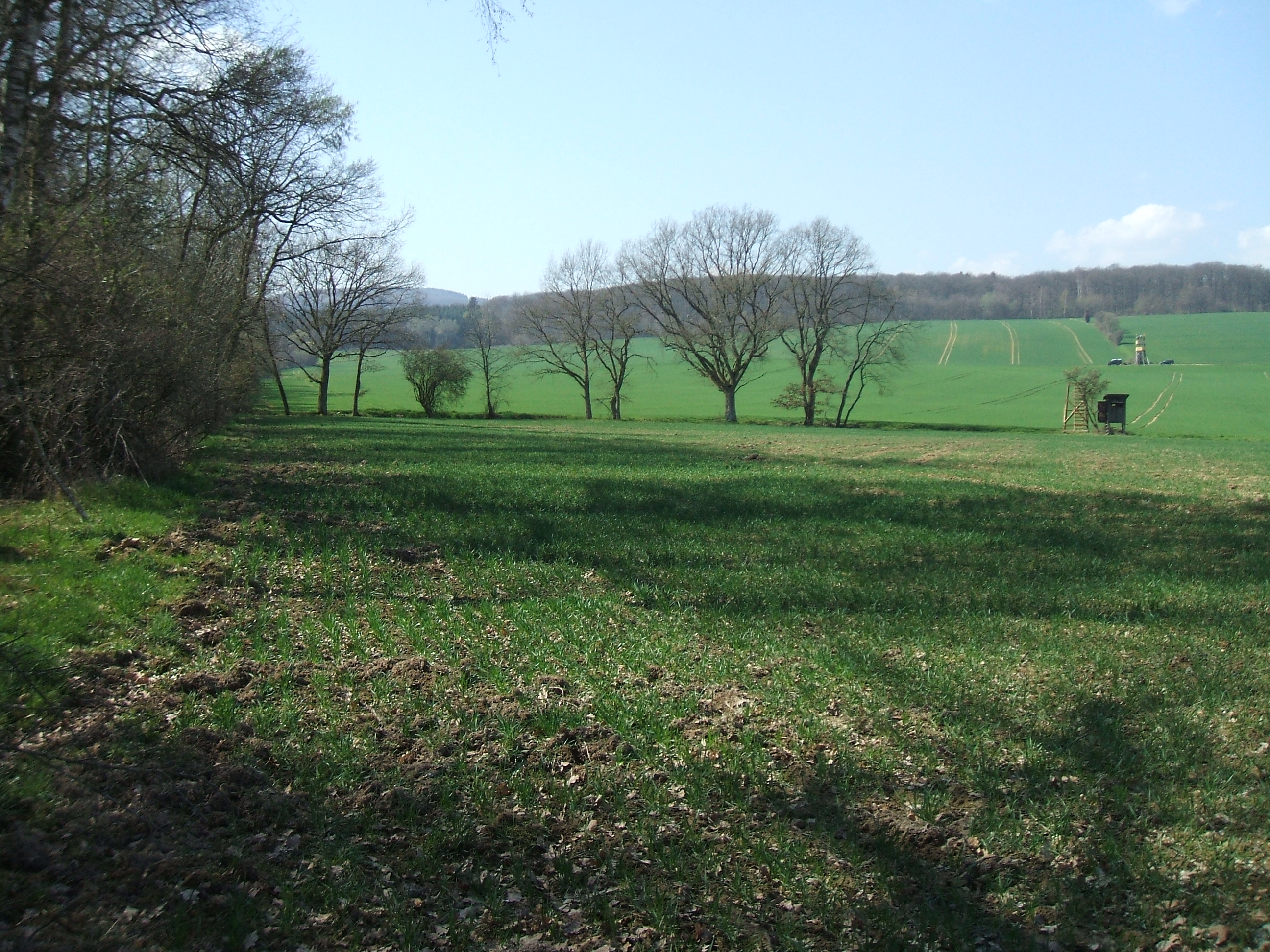
Blick aufwärts und zum Schäferborn

Der heute Wasser führende Graben erreicht schon 125 m unterhalb des Beginns seines anfänglich etwa nordöstlichen Laufs nach einem Durchlass unter einem unbefestigten Feldweg den Rand eines Mischwalds mit sehr hohem Anteil an Nadelbäumen. Mehrere Quellen im Graben führen ihm weiteres Wasser zu, das nach etwa ⅓ km eine alte, im Wald verborgene Römerschanze erreicht. Weitere etwa 175 m weiter endet sein Lauf am Waldrand und er wendet sich in einer 90°-Kurve nach links der offenen Feldflur zu. Westlich eines unbefestigten Feldwegs fließt der Deutergraben, von Bäumen bestanden, in Schwüngen nordwärts und nimmt nach knapp 100 m von links bei einem Holzstecken den Zufluss einer Dränageleitung auf. 50 m weiter verschwindet er unter einem Steinhaufen. Wieder 50 m weiter steckt ein einsehbarer Kontrollschacht im Boden. In den nordwärts durchfließenden Wasserstrom mündet von rechts, also Westen, ein weiterer. 175 m weiter steht wieder ein gleichartiger Kontrollschacht. Von dort scheint das Wasser unter dem Feldweg hindurch zu einem dritten Kontrollschacht geführt zu werden, in den Dränagen münden, danach unterirdisch zu einer Weide mit Hochsitz, die, knapp 100 m entfernt ist. Ab dort fließt er wieder oberirdisch in einem Graben mit ungefähr dreieckigem bis trapezförmigem Regelprofil. So fließt er ostwärts noch etwa 200 m zur Mündung des Stuhlgrabens in der Flur Auf dem Dammacker, der Ortsgrenze und dem Bad Nauheimer Hochwald.

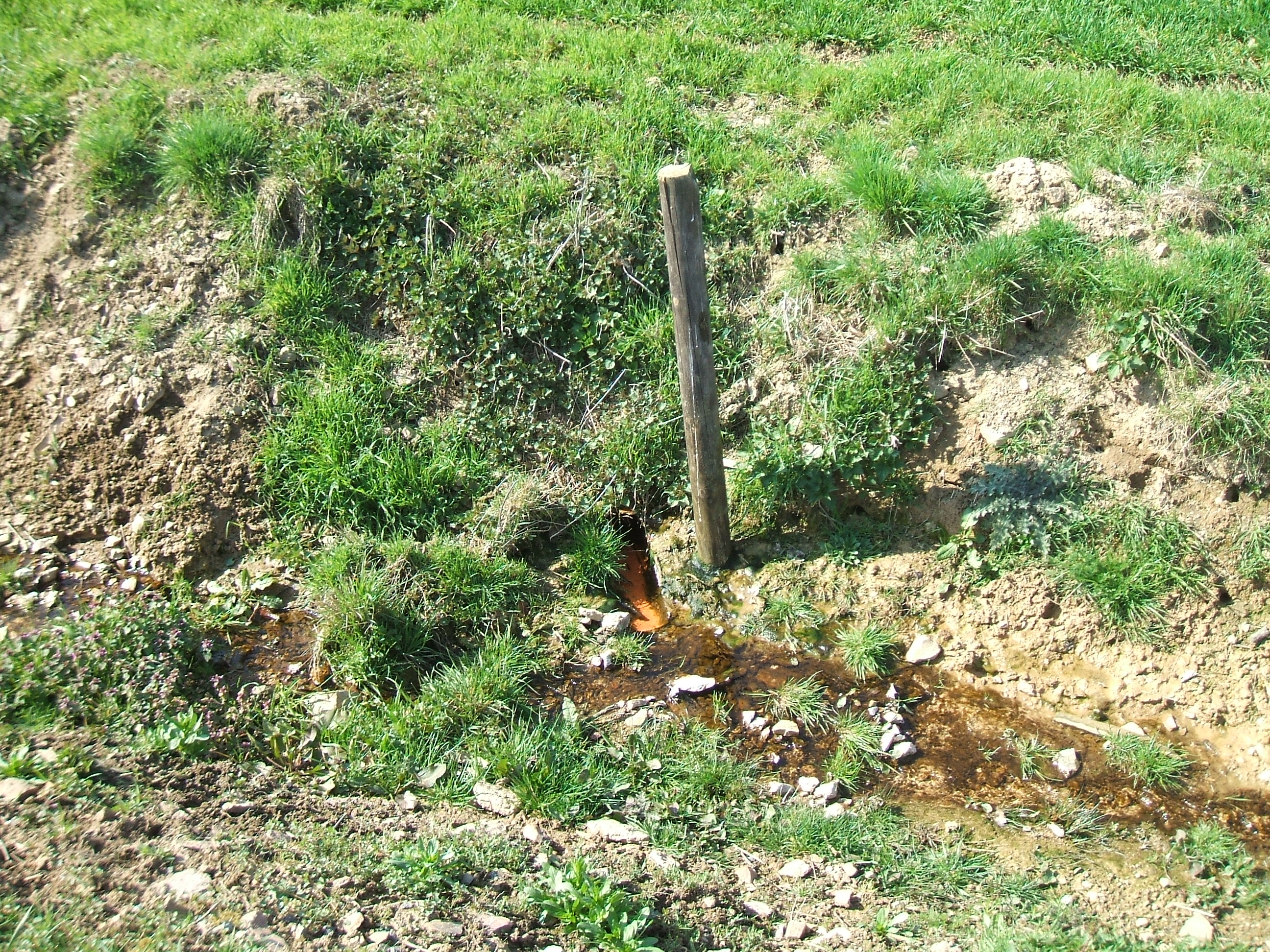
Markierter Zufluss

Am westlichen Rand dieser Abteilung des Bad Nauheimer Stadtwalds biegt der Stuhlgraben am Ende einer Durchlasses unter einem nicht mehr vorhandenen Weg um 90° nach rechts und Süden ab, fließt an den Grenzsteinen des ehemaligen Kurfürstentums Hessen („KH“) und Großherzogtums Hessen („GH“) vorbei und mündet 70 m nach dem Knick von links in den von Westen kommenden Deutergraben, der ebenfalls einen Durchlass unter einem nicht mehr vorhandenen Weg benutzt. Im Bad Nauheimer Stadtwald, einem Mischwald, hat er eine breite Flutmulde des Namens Muckergraben frei gespült, mit vielen Ausbuchtungen, durch die er nun mäandriert. Zur Dietersbrücke hin sind alte und nicht mehr verwendbare Uferbefestigungen, Sohlschwellen sowie eine Befestigung des Bachbetts erkennbar. Der Bachlauf wird hier gerade; möglicherweise hat die Änderung des Laufcharakters mit dem Abbau von Raseneisenerz in den 1870er Jahren nördlich dieses Abschnitts zu tun. Auf der östlichen Seite des Waldwegs zum Gasthaus Waldhaus und Forsthaus „Hochwald“ an der Rosbacher Straße nimmt der Deutergraben bisweilen nun in einem Betontrog Oberflächenabflüsse aus die Wege begleitende Gräben auf. Von hier führt ein langer Durchlass bis unter dem Waldweg zu den Waldteichen hindurch. An dessen Auslass befindet sich ein aufwändig gemauerter Kanal, unterhalb dessen von rechts ein gusseisernes Rohr mit Verschlussklappe aus dem Waldboden ragt. Der Deutergraben kann hier wieder eine ausbauchende Mulde ausbilden, die jetzt jedoch deutlich eingetieft ist, gegenüber dem ihn begleitenden Weg zu den Waldteichen um einige Meter tiefer, und darin in weiteren Schleifen mäandrieren.
Etwa bei km 1,85 gelangt das Wasser durch einen scheinbar geschlossenen Schieber nach rechts in den ersten und mit fast 1.000 m² kleinsten der 1736 als sommerliches Wasserreservoir für den Solebetrieb angelegten flachen Waldteiche (tiefste Stelle jeweils im Auslassbereich), der von der Stadt auf einem Schild als „Amphibienteich“ ausgewiesen ist. Durch ausgespülte unterirdische Kanäle im Damm fließt das zugelaufene Wasser an Mönch und Fluttor vorbei in den Zulauf des mit 1.300 m² größeren mittleren Teichs. An dessen größerem Fluttor mit Mönch sind die Böschungen zum letzten und größten der drei Teiche durch Mauerwerk verstärkt. Dieser letzte Teich mit einer Fläche von 2.800 m² entwässert unter dem Weg auf seiner Dammkrone (etwa zwei Meter über dem Teichboden). Der Damm selbst ist undicht, ein Graben an seinem Fuß führt das Sickerwasser in den unterirdischen Auslass des Teiches.
Dieser vorgelagerte Graben ist zugleich das Ende eines Überlaufgrabens, der überschüssiges Wasser des Deutergrabens aufnehmen kann. Er führt zunächst vom obersten Teich entlang des Wegs von der Dietersbrücke und biegt danach links, nordwärts, in den Laubwald ab. Dort bildet er Schlingen in weiten Mulden und trifft letztlich auf den Fußweg von der Hochwald-Klinik zu den Waldteichen und wird zum Sammler des bereits erwähnten Sickerwassers. Die Durchlässe an den Wanderwegen sind offensichtlich alt und könnten noch aus der Zeit des Baus der Waldteiche stammen.
Der Deutergraben begleitet nun rechts ein Grabeland. Links erstreckt sich bis zu einem Weg eine Grasfläche, weiter nördlich liegt ein großes Neubaugebiet vom Ende des 20. Jahrhunderts, der Sichler, benannt nach einem ehemaligen Ziegeleigelände samt Gruben für den Tonabbau (die mit Bauschutt, Hausmüll und giftigen Abfällen verfüllt wurden), früher Siegler genannt, auf hessisch wie „Siechler“ ausgesprochen. Nach einem Wäldchen durchfließt der Graben nun eine Streuobstwiese mit alten Hochstämmen, wo vom Sichler kommend eine Abwasserleitung mündet, und gelangt zur Landesstraße 3134 oder Homburger Straße.

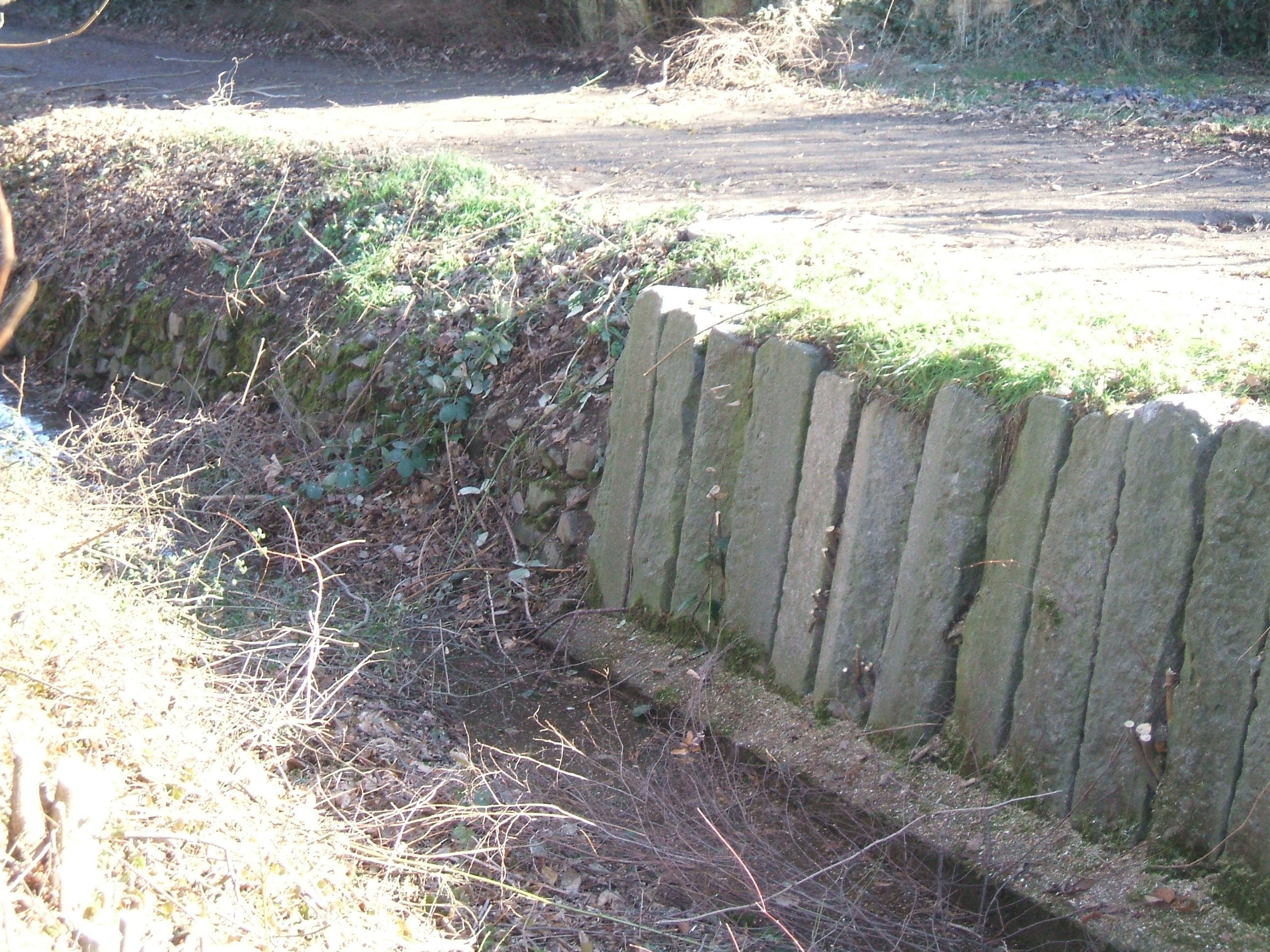
Das rechte Ufer des Deutergrabens am Bad Nauheimer Friedhof

Er unterquert sie unter einer modernen Betonbrücke hindurch und fließt nun am südlichen jüdischen Gräberfeld des Friedhofs vorbei, wo seine Ufer teilweise befestigt sind. Östlich des Friedhofs bis zur Kreisstraße 13 oder Friedberger Straße werden seit dem Frühjahr 2018 Streuobst-, Garten- und Ackerflächen neu bebaut, etwa km 0,5 bis km 1,0. Der Bach soll nach der Planung in einem von Bauten freien und 20 m breiten Streifen fließen, ein Teil der Oberflächenabflüsse soll ihm über Zisternen zugeleitet werden. Unabhängig davon versickert der Bachlauf seit Jahrzehnten etwa 50–100 m unterhalb des Friedhofs. Sein zumeist trockener Graben dagegen setzt sich unter der Kreisstraße ostwärts fort, dann am südlichen Rand eines älteren Neubaugebiets, und erreicht den großen Parkplatz des Usa-Wellenbades und das Bad selbst, die beide rechts liegen. Es folgt ein kleiner, von Bäumen umstandener Sportplatz eben am rechten und eine Parklandschaft am linken Ufer, die eine Reihe Hochhäuser von einer Zeile Grabeland und der Usa samt ihrem Promenadenweg an ihr separiert. Durch ein angeschrägtes Betonrohr unter der Promenade fällt er am Ende aus einem halben Meter Höhe über deren Wasserspiegel in das Trapezprofil der Usa.

### Zuflüsse
- Stuhlgraben (links), 1,0 km

### Flusssystem Usa
- Fließgewässer im Flusssystem Usa

### Orte
Der Deutergraben fließt durch zwei Ortschaften:
- Ober-Mörlen, nicht bebaute Gemarkung
- Bad Nauheim, bebaute und nicht bebaute Gemarkung

## Zukünftige Planungen
Seit Jahrzehnten ist eine Ortsumfahrung (OU) der Bundesstraße 275 von Ober-Mörlen und Bad Nauheim von der westlichen OU Friedberg der Bundesstraßen 3 und 455 etwa parallel zur 20 kV-Freileitung geplant, die den Bad Nauheimer Hochwald durchquert und am Hofgut Hasselheck sowie der derzeitigen Lage der Rastanlage Wetterau nördlich vorbei mit einem eigenen Anschluss an die A5/E 451 ins Usatal führt, um westlich von Ober-Mörlen auf die in den 2010er Jahren grunderneuerte B 275 zu stoßen. Dafür sind bereits lang gestreckte Grundstücke erworben und die Flur dafür bereinigt worden. Der Deutergraben wäre davon betroffen worden. Neuere Pläne des Regionalverbands FrankfurtRheinMain in seiner Flächennutzungsplanung sehen einen anderen Verlauf vor, der Stuhl- und Deutergraben im Falle der Verwirklichung träfe. Grund dafür kann eine seit einigen Jahren geplante Verlegung und Ausweitung des östlichen Teils der Rastanlage sein, die zusätzliche Mengen an LKW aufnehmen soll, dass die gesetzlichen Auflagen zu den Lenk- und Ruhezeiten eingehalten werden können.
Ein neuer Bebauungsplan sieht den Bau einer Fußgänger- und Radfahrerbrücke über die Usa gleich südlich vor, diese soll den Weg verlängern, der den Deutergraben am rechten Ufer seit der Homburger Straße begleitet.